# 2014年ソチオリンピックのジャマイカ選手団
2014年ソチオリンピックのジャマイカ選手団（2014ねんソチオリンピックのジャマイカせんしゅだん）は、2014年2月7日から23日までロシアのソチで開催された2014年ソチオリンピックジャマイカ選手団の名簿。

## 選手団
- 人員: 選手 2人
- 開会式旗手: マーヴィン・ディクソン

## ボブスレー
- ウィンストン・ワッツ、マーヴィン・ディクソン

男子2人乗り (29位、2:55.40)